# Сайлоум (Джорджія)
Сайлоум (англ. Siloam) — місто (англ. town) в США, в окрузі Грін штату Джорджія. Населення — 194 особи (2020).

## Географія
Сайлоум розташований за координатами 33°32′27″ пн. ш. 83°5′5″ зх. д. / 33.54083° пн. ш. 83.08472° зх. д. (33.540942, -83.084800).  За даними Бюро перепису населення США в 2010 році місто мало площу 3,21 км², з яких 3,14 км² — суходіл та 0,08 км² — водойми.

## Демографія
Згідно з переписом 2010 року, у місті мешкали 282 особи в 119 домогосподарствах у складі 70 родин. Густота населення становила 88 осіб/км².  Було 139 помешкань (43/км²).
Расовий склад населення:
| - 70,6 % — чорних або афроамериканців - 26,6 % — білих - 1,1 % — азіатів |

До двох чи більше рас належало 1,4 %. Частка іспаномовних становила 0,4 % від усіх жителів.
За віковим діапазоном населення розподілялося таким чином: 19,9 % — особи молодші 18 років, 65,2 % — особи у віці 18—64 років, 14,9 % — особи у віці 65 років та старші. Медіана віку мешканця становила 42,6 року. На 100 осіб жіночої статі у місті припадало 95,8 чоловіків;  на 100 жінок у віці від 18 років та старших — 89,9 чоловіків також старших 18 років.
Середній дохід на одне домашнє господарство  становив 33 762 долари США (медіана — 30 893), а середній дохід на одну сім'ю — 39 168 доларів (медіана — 38 500). За межею бідності перебувало 24,9 % осіб, у тому числі 21,4 % дітей у віці до 18 років та 20,5 % осіб у віці 65 років та старших.
Цивільне працевлаштоване населення становило 144 особи. Основні галузі зайнятості: мистецтво, розваги та відпочинок — 28,5 %, освіта, охорона здоров'я та соціальна допомога — 16,7 %, виробництво — 13,9 %.